# Towarzystwo Historiograficzne
Towarzystwo Historiograficzne – stowarzyszenie historyków polskich i ukraińskich, skupiające badaczy zawodowo zajmujących się historią historiografii. Powstało w 2011 w Rzeszowie.

## Cele i działalność
Celem Towarzystwa jest inspirowanie, organizowanie i popieranie badań z zakresu historii historiografii, metodologii historii, teorii
wiedzy i kultury historycznej, dziejów edukacji historycznej oraz upowszechnianie ich wyników poprzez publikacje i konferencje.
Towarzystwo Historiograficzne posiada Koła: w Gdańsku (przewodnicząca: Magdalena Nowak), w Lublinie: (przewodnicząca: Ewa Solska), w Łodzi (przewodnicząca: Jolanta Kolbuszewska, w Rzeszowie (przewodnicząca: Mariola Hoszowska), w Warszawie (przewodnicząca: Katarzyna Błachowska) oraz Ukraiński Zespół Koła w Rzeszowie (koordynator: Leonid Zaszkilniak).

## Zarząd Główny Towarzystwa Historiograficznego[3]
- Paweł Sierżęga - prezes
- Barbara Klassa - wiceprezes
- Jolanta Kolbuszewska - wiceprezes
- Andrzej Wierzbicki - wiceprezes
- Leonid Zaszkilniak - wiceprezes
- Joanna Pisulińska – sekretarz
- Agnieszka Kawalec – skarbnik
- Katarzyna Błachowska – członek
- Mariola Hoszowska – członek
- Violetta Julkowska – członek
- Jan Pomorski – członek
- Ewa Solska – członek
- Rafał Stobiecki – członek
- Witalij Telwak – członek
- Wojciech Wrzosek – członek